# Château en Suède (téléfilm, 2008)
Pour plus de détails, voir Fiche technique et Distribution.
Château en Suède est un téléfilm franco-belge réalisé par Josée Dayan et diffusé le 14 novembre 2008 sur Arte.

## Fiche technique
- Scénario : Françoise Sagan et Christopher Thompson
- Pays :  France et  Belgique
- Durée : 105 minutes

## Distribution
- Jeanne Moreau : Agathe Falsen
- Géraldine Pailhas : Éléonore
- Guillaume Depardieu : Sébastien
- Marine Delterme : Ophélie
- Aymeric Demarigny : Frédéric
- Normand D'Amour : Hugo Falsen
- Sébastien Huberdeau : Olivier
- Antoine Bertrand : Gunther
- Guillaume Cyr :